# Van Hool A300
A Van Hool A300-as típusú autóbuszokat a belgiumi Van Hool vállalat gyárotta 1991-től 2001-ig. A jármű kéttengelyes, a Benelux államokban különösen elterjedt. Többféle motorral, illetve sebességváltóval volt rendelhető az autóbusz. Dízel és troliváltozatát is gyártották.

## Beszerzés a BKV-nál
2010. december 1-jén jelent meg a nyílt nemzetközi pályázati felhívás a rendelkezésre álló flotta nagyságától függően 10 és 20 közötti darabszámú használt, városi alacsony padlós szóló autóbusz beszerzésére. A pályázat eredményhirdetése április 14-én megtörtént. A nyertes a Hollandiában bejegyzett Womy Equipment Supply nevű társaság volt. A 13 db Van Hool A300-as szóló, alacsony padlós használt autóbusz 26.250 EUR/jármű áron került a BKV Zrt. tulajdonába. A járművek ára (kb. 7 millió Ft) jelentősen kevesebb volt, mint egy öreg autóbusz felújítási költsége, ráadásul alacsony padlós és környezetbarátabb járművet kaptak a budapestiek.
Az autóbuszokat a budapesti arculathoz igazodva fényezték, valamint megnövelték a nyitható ablakfelületeket, zárt vezetőfülkét alakítottak ki, és Spheros klímaberendezéssel szerelték őket. A buszok jelentős részben azonos típusúak a Brüsszelből használtan két éve azelőtt beszerzett csuklós Van Hool buszokkal, amelyek üzemeltetési tapasztalatai igen kedvezőek. A beszerzés fedezete szerepel a Budapesti Közlekedési Központ által előkészített, minden eddiginél nagyobb összegű 2011. évi tömegközlekedési beruházási támogatásban, azaz a BKV beruházási tervében.
A használt járművek beszerzése a hannoveri villamosok, az eberswaldei trolibuszok és a Van Hool szóló buszok után is folytatódott, folyamatban volt a közbeszerzési eljárás 30 db további használt autóbusz beszerzésére. Hangsúlyozták, hogy a használt járművek nem helyettesítik az új járművek beszerzését – ennek előkészítésén a BKK és a BKV közösen dolgozott. Az első buszok 2020 februárjában töltötték be huszadik életévüket.

## Selejtezések
A típus budapesti pályafutása több mint 9 év után, 2021. május 31-én fejeződött be, nosztalgia célra az MCA-007 rendszámú autóbuszt jelölték ki. 
| Rendszám | Selejtezés          |
| -------- | ------------------- |
| MCA-001  | 2021. március 31.   |
| MCA-002  | 2019. augusztus 31. |
| MCA-003  | 2021. január 22.    |
| MCA-004  | 2020. május 31.     |
| MCA-005  | 2021. május 31.     |
| MCA-006  | 2020. november 30.  |
| MCA-007  | 2021. április 30.   |
| MCA-008  | 2018. július 31.    |
| MCA-009  | 2021. március 31.   |
| MCA-010  | 2020. augusztus 19. |
| MCA-011  | 2018. január 16.    |
| MCA-012  | 2020. február 29.   |
| MCA-013  | 2018. június 21.    |